# Botryandromyces heteroceri
Botryandromyces heteroceri är en svampart som först beskrevs av René Charles Maire, och fick sitt nu gällande namn av I.I. Tav. & T. Majewski 1976. Botryandromyces heteroceri ingår i släktet Botryandromyces och familjen Laboulbeniaceae.  Arten är reproducerande i Sverige. Inga underarter finns listade i Catalogue of Life.